# Discurso de odio

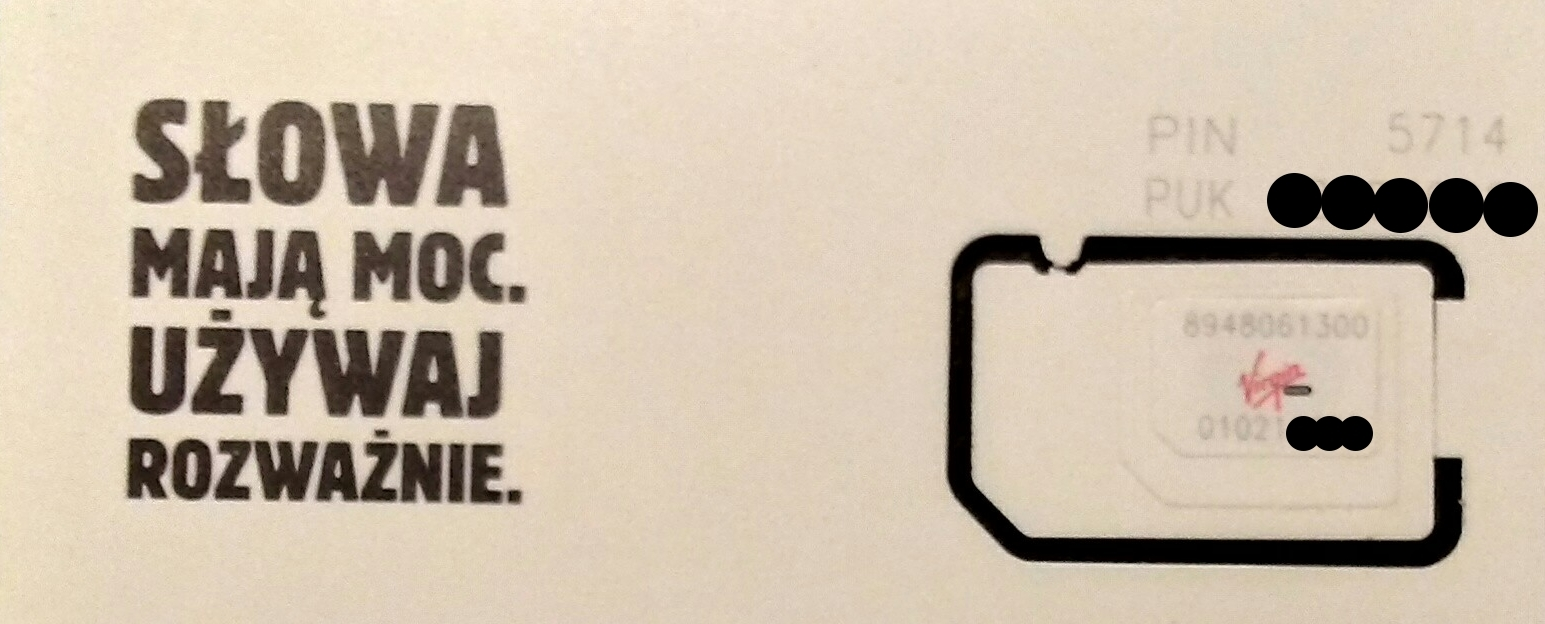
Tarjeta SIM en Polonia con el lema de la campaña contra la incitación al odio "Las palabras tienen poder, úsalas sabiamente"

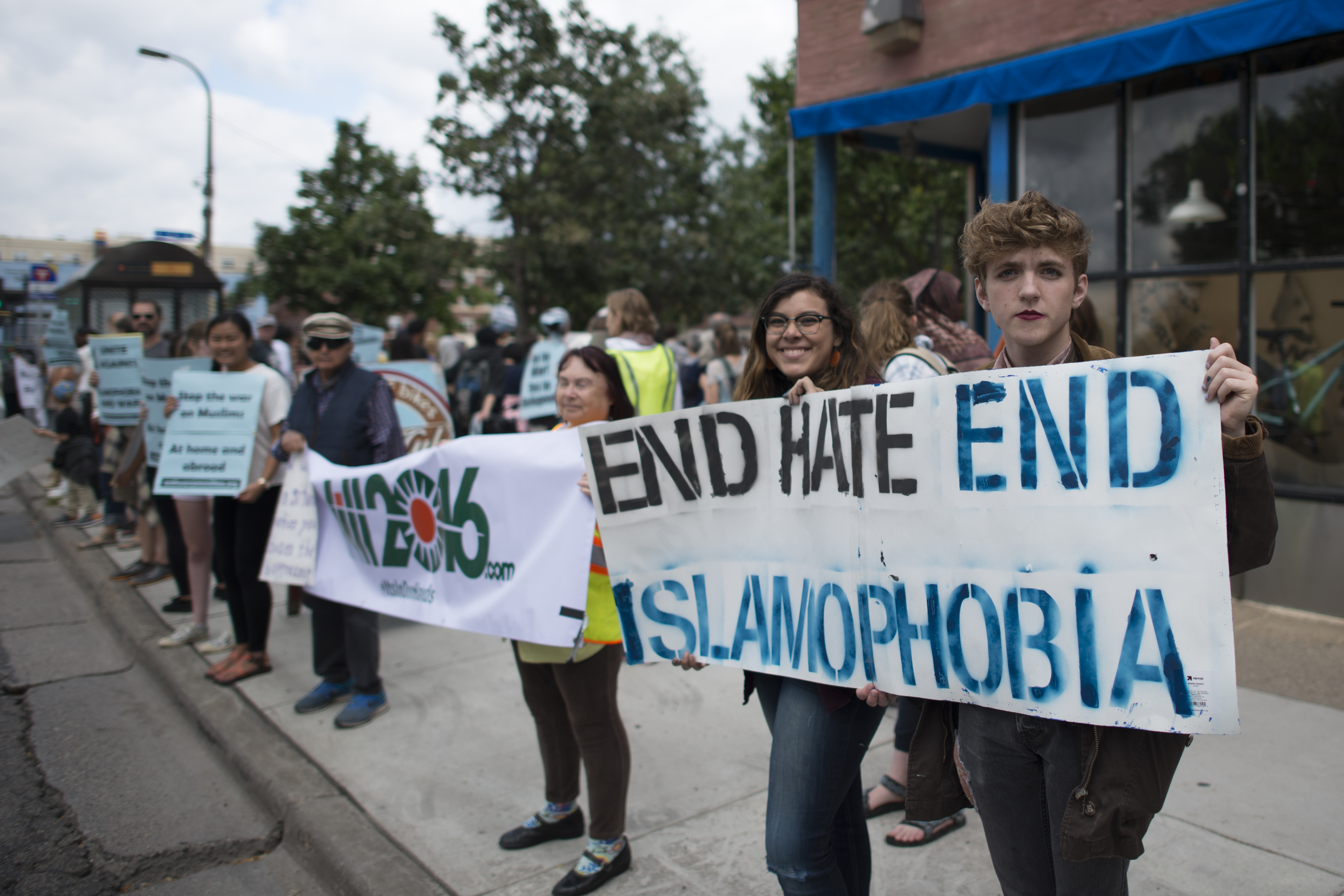
Protesta contra discursos de odio

El discurso de odio (del inglés: hate speech) es la acción comunicativa que tiene como objetivo promover y alimentar una opinión prejuiciosa, errónea, estigmatizante y destructiva hacia un grupo de individuos históricamente discriminado o perseguido por motivos raciales, étnicos, religiosos, de origen nacional, de orientación sexual, de identidad de género, de discapacidad, etc. Este discurso es propagado con intención maliciosa para incitar al interlocutor o lector a participar de la humillación y marginalización contra el grupo, e incluso a cometer acciones violentas contra el mismo (incitación al odio).
El discurso de odio ha generado un debate académico debido a que tanto la acción misma ejercida por los victimarios contra las víctimas como la censura a aquellos, como consecuencia de la defensa esgrimida por las víctimas contra los victimarios o por prevención, entra en conflicto con los derechos de las dos partes: hacia la víctima contra todo tipo de derechos, destacando la dignidad, y contra el victimario, principalmente, en su derecho de libertad de expresión. En este sentido, si las expresiones de, por ejemplo, nacionalismo exacerbado o etnocentrismo, no contienen en sí intencionalidad de atacar a un grupo determinado, entonces "no constituyen problemas suficientemente graves como para justificar la utilización de los instrumentos legales que protegen a las víctimas" del discurso de odio.

## Criterios para determinar la existencia de discurso de odio
Al estar sujetas a diversas interpretaciones y opiniones, las manifestaciones de los discursos de odio. se vuelven difíciles de definir. Por esta razón, establecer criterios "homogéneos y uniformes" que permitan identificar dicho discurso, ha sido un tema controversial puesto a debate.
Kaufman propone una fórmula que ayuda o establece los límites que afirmar que un discurso puede ser de odio ha sido emitido, "se debe contar con los criterios A+B+C o A+B+D, siempre en un contexto dado". Dichos criterios son:
- A) Criterio de grupo en situación de vulnerabilidad tipificado: Se expresan de forma explícita o implícita, pero indudablemente, con referencias "a un grupo históricamente discriminado, en un tiempo y lugar determinados".
- B) Criterio de humillación: Se puede manifestar de tres formas distintas. La primera implica la existencia de opiniones que degradan o humillan a un determinado grupo en situación vulnerable. La segunda forma consiste en la identificación de una referencia "simbólica o histórica precisa" que expresa apoyo hacia eventos cuyo propósito es humillar a los miembros de un grupo vulnerable. Por último, la tercera se manifiesta cuando a una persona se le atribuyen características denigrantes asociadas con prejuicios, claramente discriminatorios, sobre el grupo al que pertenece.
- C) Criterio de malignidad: Se extiende una invitación dirigida hacia terceras personas, ya sea de forma explícita o implícita, para ser partícipes de acciones cuyo objetivo sea atentar contra la integridad de un grupo vulnerable.
- D) Criterio de intencionalidad: Se caracteriza por la existencia de una intención deliberada para llevar a cabo acciones con las que se persiga humillar y degradar a los integrantes de un grupo discriminado.

Para que la fórmula propuesta por Kaufman funcione, es necesario que dichos criterios se desarrollen en contextos dados. Por contexto, el autor se refiere a una situación desarrollada en un lugar y tiempo determinados, en la que un grupo de individuos deba ser reconocido como discriminado; el discurso pueda ser considerado, con base en buenas razones, como humillante y perjudicial por los integrantes del grupo en cuestión; y que la malignidad y la intencionalidad de tal discurso se identifique en las acciones del emisor.
Las investigaciones de Bhikhu Parekh (2012) profundizan en el discurso de odio vinculándolo con la estigmatización de personas o grupo de personas procedente de interpretaciones de una serie de características o condiciones, tanto rasgos particulares como raza, etnia, género, religión, nacionalidad u orientación sexual. Se configura de este modo un modelo de discurso con tres características fundamentales: dirigido contra cierto grupo de personas identificado con precisión (judíos, musulmanes, homosexuales…) y nunca contra la sociedad en general; una vez establecido el objetivo se procede a una asignación de algunos estereotipos denigrantes y finalmente, asignados los estereotipos se juzga al grupo como no integrable a la sociedad y se le condena a ser tratado con desprecio y hostilidad.

## Discurso y racismo
Marta Casaús Arzú dice que “para algunos estudiosos, el odio es el antecedente del racismo” ya que entendiendo al racismo como la exclusión del otro mediante la desvalorización se llega, finalmente, a odiarlo. Este odio es una forma que puede negar la existencia del otro y se constituye en un lazo social que une a grupo frente a otro.
El racismo se aprende mediante un proceso de adquisición ideológica y práctica. Una de las causas con la que el racismo y el odio se retroalimentan es el papel que juega el discurso de odio en los medios de comunicación, en la escuelas y en diversas fuentes. El análisis crítico del discurso enfatiza la importancia del estudio de los responsables de la producción y reproducción de los discursos racistas dominantes que forman opiniones estereotipadas y humillantes de grupos diferentes. Para Teun van Dijk, las "élites simbólicas blancas", que son las instituciones o corporativos que fabrican las creencias, las actitudes, las normas y las ideologías públicas son especialmente responsables, de la producción ya que cuentan con mayores recursos puesto que poseen los medios y el control de los discursos públicos.
La estructura del discurso racista contribuye a la reproducción de los prejuicios, la ideología racista y la discriminación. Estos discursos enfatizan lo positivo del grupo dominante y lo negativo del otro, no obstante, esta diferenciación se hace en términos absolutos negando la posibilidad de interacción.
El discurso dominador es difundido mediante diversas fuentes que ha logrado penetrar en el modo en que las personas forman sus opiniones y actitudes. Sin contar con las acepciones que se desvían del consenso grupal, la mayoría de los miembros aceptan y reproducen esta ideología dándole un valor absoluto de veracidad, incluso puede llegar a ser una ley. Un ejemplo de esto fueron las Leyes Jim Crow que privaban del sufragio a los negros y a blancos de clases económicamente bajas a través de impuestos, pruebas de alfabetización, compresión lectora, documentos de residencia para ejercer el derecho a votar. Es decir que estos grupos eran incapaces de influir política y económicamente ante el latente ejercicio de los blancos en el poder.
Los grupos tienen la libertad relativa de ignorar el discurso dominante y formar una ideología alternativa. Según Judith Butler, esta vulnerabilidad lingüística de los grupos minoritarios puede representar una alternativa de resistencia, ya que al nombrar, das existencia a grupos ignorados posibilitando el actuar de estos.
Van Dijk dice que “si el discurso público de los grupos étnicos minoritarios no hacen del racismo una cuestión pública, la dominación étnica por lo general no cambia.” Sin embargo, el discurso dominante, en el contexto occidental, se reproduce a través de las fuentes que son las élites simbólicas blancas. Estas élites se definen como liberales, democráticas, civilizadas, No obstante, estas descripciones entran en contradicción cuando se encuentran con un discurso a defensa de la diversidad, ya que se ve amenazada su predominio ideológico supuestamente “liberal”. Esta amenaza puede desatar grandes catástrofes ya que se puede usar como justificante de ataques contra grupos minoritarios o diferentes.

## Tratados internacionales
Diferentes convenciones y tratados internacionales condenan el discurso de odio de diversas maneras:
- La Convención Internacional sobre la Eliminación de todas las Formas de Discriminación Racial condena, en su artículo 4, la difusión de ideas de superioridad racial. Concretamente, hace referencia a la propaganda de ideas basadas en la superioridad de un grupo de personas por su raza, color u origen étnico, justificando a la vez el odio o discriminación.[14]
- Recomendación R (97) 20 del Comité de Ministros del del Consejo de Europa. Define el discurso de odio y recomienda realizar políticas con enfoques que analicen las causas del fenómeno, la ratificación de la Convención y que se aúnen las medidas que conjuguen tanto el respeto por la libertad de expresión como el respeto por la dignidad, reputación y otros derechos. Insta a no realizar ni amparar este tipo de declaraciones, desautorizándolas públicamente y estableciendo un margo legislativo en el que las limitaciones sean proporcionales a la gravedad de las actuaciones.[15]
- Recomendación 7 de la Comisión Europea contra el Racismo y la Intolerancia del Consejo de Europa. Afirma que la libertad de expresión, de reunión y de asociación deben restringirse con el objetivo de combatir el racismo, respetando los límites que establece el Convención Europea de Derechos Humanos. Además, insta a penalizar a organizaciones y propaganda racistas.[16]

## Discurso de odio por países

### Chile
En Chile el discurso de odio está tipificado directamente en el artículo 31 de la ley sobre Libertades de Opinión e Información y Ejercicio del Periodismo, que establece una alta pena de multa para quienes “por cualquier medio de comunicación social, realizare publicaciones o transmisiones destinadas a promover odio u hostilidad respecto de personas o colectividades en razón de su raza, sexo, religión o nacionalidad". Esta norma ha sido aplicada por expresiones proferidas a través de internet. También existe una circunstancia agravante de la responsabilidad penal cuando se cometen crímenes movidos por el odio discriminatorio.

### México
El racismo en México es una consecuencia de los siglos de colonialismo español. En este sistema de dominación, los no europeos fueron tratados como diferentes e inferiores; como consecuencia, esta ideología sirvió para justificar la esclavitud, la explotación y la discriminación.
La emancipación de México se realizó bajo el liderazgo de la élite criolla, cuya ideología racista era compartida por los dirigentes mestizos. La casta mestiza se elevó como ejemplo de una mezcla deseable entre sus orígenes indígenas y europeos. Esta raza nueva era glorificada, sin embargo, para los pueblos indígenas y negros la forma básica de desigualdad seguía intacta. Las comunidades indígenas siguieron siendo explotadas con formas más o menos explícitas de legitimación basadas en su supuesta inferioridad e incapacidad de integración. En México, el racismo continúa a pesar de las resistencias de los pueblos indígenas y afrodescendientes.

### España
El Código Penal de 1995 tipifica conductas relacionadas con el discurso de odio en artículos diferentes. Por ejemplo, el artículo 510, dentro de los delitos contra la Constitución, y el 607, dentro de los delitos de genocidio. Ambos artículos han sido criticados numerosas veces debido a su vaga redacción.
El Comité para la Eliminación de la Discriminación Racial controla el cumplimiento de la mencionada Convención Internacional sobre la Eliminación de todas las Formas de Discriminación Racial en cada país. En su informe de 2011 sobre España, en la recomendación 14, muestra preocupación por la persistencia de manifestaciones que propagan estereotipos racistas y prejuicios en contra de ciertos grupos de inmigrantes como los norteafricanos, los latinoamericanos y los musulmanes a través de los medios de comunicación.
El Comité insta al Gobierno de España a que continúe la puesta en marcha de la Estrategia Nacional e Integral de lucha contra el racismo y la xenofobia, a que vigile atentamente todas las tendencias que puedan suscitar un comportamiento racista y xenófobo y a que combata las consecuencias negativas de esas tendencias.